# Manchester Central Mosque

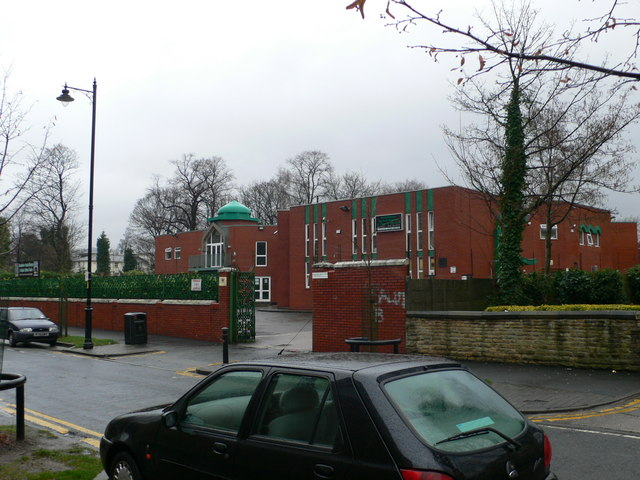
Manchester Central Mosque und Islamisches Zentrum

Die Manchester Central Mosque und das „Islamische Kulturzentrum“ (auch bekannt als „Victoria-Park-Moschee“) ist eine Moschee in Manchester, England. Manchmal auch als Jamia Mosque bezeichnet, befindet sie sich mitten im „Victoria Park“ in der Nähe zu Curry Mile. Sie spielt eine Schlüsselrolle in der muslimischen Gemeinschaft Manchesters. Imam Muhammad Arshad Misbahi und Qari Hafiz Javed Akhtar leiten die Moschee.
Die Imame der Moschee folgen den Lehren der Barelwi, einer Sufi-Tariqa aus dem indischen Subkontinent.